# Município de Union (condado de Miami, Ohio)
O município de Union (em inglês: Union Township) é um município localizado no condado de Miami no estado estadounidense de Ohio. No ano de 2010 tinha uma população de 9.871 habitantes e uma densidade populacional de 79,96 pessoas por km².

## Geografia
O município de Union encontra-se localizado nas coordenadas 39° 58′ 14″ N, 84° 21′ 41″ O. Segundo o Departamento do Censo dos Estados Unidos, o município tem uma superfície total de 123.44 km², da qual 122.88 km² correspondem a terra firme e (0.46%) 0.56 km² é água.

## Demografia
Segundo o censo de 2010, tinha 9.871 habitantes residindo no município de Union. A densidade populacional era de 79,96 hab./km². Dos 9.871 habitantes, o município de Union estava composto pelo 97.95% brancos, o 0.37% eram afroamericanos, o 0.21% eram amerindios, o 0.27% eram asiáticos, o 0.03% eram insulares do Pacífico, o 0.16% eram de outras raças e o 0.99% pertenciam a duas ou mais raças. Do total da população o 0.73% eram hispanos ou latinos de qualquer raça.